# کردشول (پاسارگاد)
کردشول (پاسارگاد)، روستایی از توابع بخش هخامنش شهرستان پاسارگاد در استان فارس ایران است.

## جمعیت
این روستا در دهستان مادرسلیمان قرار دارد و براساس سرشماری مرکز آمار ایران درسال ۱۳۹۵، جمعیت آن ۱۲۰۰ نفر (۳۳۰خانوار) بوده‌است.